# أوقست بيلمونت
أوقست بيلمونت (بالإنجليزية: August Belmont) (و. 1813 – 1890 م) هو دبلوماسي، وسياسي، وخبير مالي، وجامع تحف من الولايات المتحدة، والإمبراطورية الألمانية، ولد في آلتزي، كان عضوًا في الحزب الديمقراطي، توفي في نيويورك، عن عمر يناهز 77 عاماً، بسبب ذات الرئة.

## مناصب
تولى عدة مناصب منها:
- رئيس اللجنة الوطنية الديمقراطية (1860–1872)
- سفير الولايات المتحدة  لدى هولندا  [لغات أخرى]‏ (11 أكتوبر 1853–22 سبتمبر 1857)
- رئيس Jockey Club (United States) [الإنجليزية]‏

| المناصب السياسية | المناصب السياسية                                                  | المناصب السياسية |
| ---------------- | ----------------------------------------------------------------- | ---------------- |
| سبقه             | رئيس ‏ اللجنة الوطنية الديمقراطية 1860 - 1872                      | تبعه             |
| سبقه             | سفير الولايات المتحدة لدى هولندا ‏ 11 أكتوبر 1853 - 22 سبتمبر 1857 | تبعه             |

## روابط خارجية
- أوقست بيلمونت على موقع الموسوعة البريطانية (الإنجليزية)